# Чемпионат Тайваня по волейболу среди женщин
Чемпионат Тайваня (Китайской Республики) по волейболу среди женщин — ежегодное соревнование женских волейбольных команд Тайваня (Китайской Республики). Организаторами являются Волейбольная ассоциация Китайского Тайбэя (англ. Chinese Taipei Volleyball Association, кит. 中華民國排球協會) и (с сезона 2010/11) Волейбольная Топ Лига (англ. Top Volleyball League, кит. 企業排球聯賽). Проходит по системе «осень—весна».

## Формула соревнований
Чемпионат в Топ Лиге в сезоне 2024/25 включал два этапа — предварительный и плей-офф. На предварительной стадии 4 команды играли в 7 кругов. Все вышли в плей-офф и по системе с выбыванием разыграли награды чемпионата. Полуфинальные пары провели по одному матчу, финальная серия проводилась до двух побед одного из соперников.
В чемпионате 2024/25 приняли участие 4 команд: «Гаосюн Тайпауэр» (Гаосюн), «Тайбэй Кинг Уэйл» (Тайбэй), «Синьбэй Чжунсянь» (Новый Тайбэй), «Или Констракшн» (Тайчун). Чемпионский титул выиграл «Тайбэй Кинг Уэйл», победивший в финале «Гаосюн Тайпауэр» 2-1 (3:2, 2:3, 3:2). 3-е место занял «Синьбэй Чжунсянь».

## Призёры (с 2011)
| Сезон   | 1-е место                       | 2-е место                       | 3-е место                         |
| ------- | ------------------------------- | ------------------------------- | --------------------------------- |
| 2010/11 | «Гаосюн Тайпауэр» Гаосюн        | «Топ Гёрл» Тайбэй               | «Конти» Тайбэй                    |
| 2011/12 | «Топ Гёрл» Тайбэй               | «Гаосюн Тайпауэр» Гаосюн        | «Конти» Тайбэй                    |
| 2012/13 | «Гаосюн Тайпауэр» Гаосюн        | «Топ Гёрл» Тайбэй               | «Конти» Тайбэй                    |
| 2013/14 | «Гаосюн Тайпауэр» Гаосюн        | «Синьбэй Чжунсянь» Новый Тайбэй | «Хуэйхун Интернешнл» Новый Тайбэй |
| 2014/15 | «Гаосюн Тайпауэр» Гаосюн        | «Синьбэй Чжунсянь» Новый Тайбэй | «Хуэйхун Интернешнл» Новый Тайбэй |
| 2015/16 | «Синьбэй Чжунсянь» Новый Тайбэй | «Гаосюн Тайпауэр» Гаосюн        | «Чжункунь Килн Индастри» Тайбэй   |
| 2016/17 | «Гаосюн Тайпауэр» Гаосюн        | «Синьбэй Чжунсянь» Новый Тайбэй | «Чжункунь Килн Индастри» Тайбэй   |
| 2017/18 | «Гаосюн Тайпауэр» Гаосюн        | «Синьбэй Чжунсянь» Новый Тайбэй | «Почжао Аттаклайн» Тайбэй         |
| 2018/19 | «Гаосюн Тайпауэр» Гаосюн        | «Синьбэй Чжунсянь» Новый Тайбэй | «Топ Спид» Тайбэй                 |
| 2019/20 | «Гаосюн Тайпауэр» Гаосюн        | «Синьбэй Чжунсянь» Новый Тайбэй | «Топ Спид» Тайбэй                 |
| 2020/21 | «Гаосюн Тайпауэр» Гаосюн        | «Синьбэй Чжунсянь» Новый Тайбэй | «Тайбэй Кинг Уэйл» Тайбэй         |
| 2021/22 | «Гаосюн Тайпауэр» Гаосюн        | «Тайбэй Кинг Уэйл» Тайбэй       | «Топ Спид» Тайбэй                 |
| 2022/23 | «Тайбэй Кинг Уэйл» Тайбэй       | «Гаосюн Тайпауэр» Гаосюн        | «Топ Спид» Тайбэй                 |
| 2023/24 | «Топ Спид» Тайбэй               | «Гаосюн Тайпауэр» Гаосюн        | «Тайбэй Кинг Уэйл» Тайбэй         |
| 2024/25 | «Тайбэй Кинг Уэйл» Тайбэй       | «Гаосюн Тайпауэр» Гаосюн        | «Синьбэй Чжунсянь» Новый Тайбэй   |